# 27373 Davidvernon
27373 Davidvernon è un asteroide della fascia principale. Scoperto nel 2000, presenta un'orbita caratterizzata da un semiasse maggiore pari a 2,3737708 UA e da un'eccentricità di 0,0562719, inclinata di 5,29430° rispetto all'eclittica.